# 1573 в Україні

## Події
- 28 січня — Конфедерація, створена на першому конвокаційний сеймі у Варшаві за участю представників Великої і Малої Польщі, Великого князівства Литовського, Київського, Волинського, Підляського і Руського воєводств, земель Пруссії, Помор'я, Жемайтії, Ліфляндії і коронних міст, прийняла акт про зобов'язання бути взаємно толерантними, зберігати цю толерантність у наступних поколіннях, бути солідарними в боротьбі за свободу віри при будь-якому уряді, який би переслідував будь-яку конфесію. Варшавська конфедерація була відхилена католицькими єпископами, які вважали її такою, що «ображає велич Бога, руйнує основи польської державності, оскільки проголошує свободу всім іновірцям, магометанам, юдеям, протестантам та іншим схизматикам»[1].
- Похід флотилії Самійла Кішки в Чорне море до гирла Дунаю.

## Особи

### Померли
- 26 лютого — Григорій Самборчик (або Григорій з Самбора) — українського (руського) вченого, поета епохи Відродження, гуманіста (нар.. 1523).

## Засновані, створені
- 25 лютого — заснування у Львові у монастирі святого Онуфрія Іваном Федоровим друкарні[2], де наступного року було надруковано перший східнослов'янський «Буквар»[1].
- перша письмова згадка про село Васильківці — село Чортківського району Тернопільської області, від вересня 2015 року — центр Васильковецької сільської громади.

## Пам'ятні дати та ювілеї
- 675 років з часу (898 рік):
  - Облоги Києва — нападу кочівників-угорців на чолі з ханом Алмошем на Київ в ході їх кочування на захід і попередній завоюванню батьківщини на Дунаї (з центром в Паннонії)[3].
  - першої писемної згадки про місто Галич[2][4][5] — колишньої столиці Галицько-Волинського князівства, наймогутнішої твердині на південно-західних давньоруських землях, а нині — центру Галицької міської громади Івано-Франківської області.
- 500 років з часу (1073 рік):

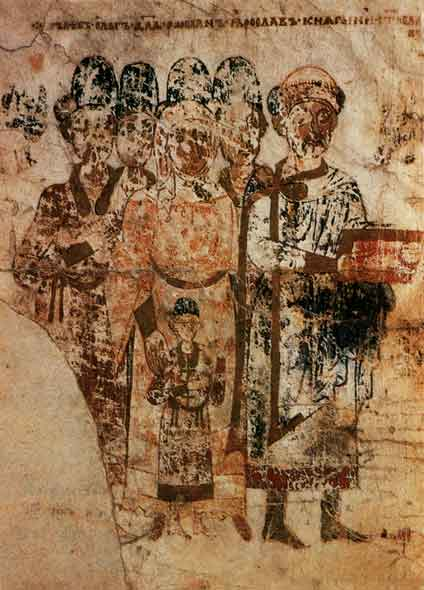
Зображення Святослава Ярославича в «Ізборнику» 1073 року

- - розпаду триумвірату в результаті захоплення великокняжого престолу Святославом Ярославичем (до 1076 року) за допомогою брата Всеволода[6].
  - укладення енциклопедичного збірника Ізборник Святослава[6].
- 400 років з часу (1173 рік):
  - другого походу великого князя володимирського Андрія Боголюбського на Київщину[7] та його розгромлення під Вишгородом українцями під командуванням Мстислава Ростиславича та луцького князя Ярослава Ізяславича, який після перемоги став великим київським князем[8].

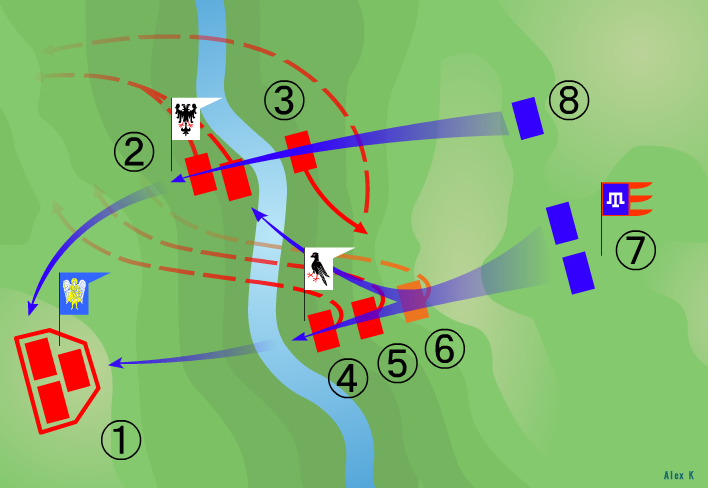
Уявний план битви на Калці за Іпатіївським літописом(31 травня 1223 року):1) Кияни Мстислава Романовича; 2) Чернігівці Мстислава Святославича; 3) Курчани Олега Святославича; 4) Галичани Мстислава Удатного; 5) Волинці Данила Романовича; 6) Половці Яруна; 7) Монголи Субедея і Джебе; 8) Бродники Плоскині.

- 350 років з часу (1223 рік):

- - 31 травня — битви на річці Калка, коли монгольські війська під командуванням полководців Чингізхана Субедея Баатура і Джебе-нойона перемогли спільні війська руських князів, під керівництвом Мстислава Романовича Київського, Мстислава Мстиславича Галицького, Мстислава Святославича Чернігівського та половецького хана Котяна Сутоєвича.[10].
- 250 років з часу (1323 рік):
  - Ліквідації Переяславського князівства.
- 225 років з часу (1348 рік):
  - вторгнення військ польського короля Казимира III на Галичину та Волинь.
- 175 років з часу (1398 рік):
  - проголошення Вітовта самостійним правителем Великого князівства Литовського, Руського та Жемайтійського.
- 125 років з часу (1448 рік):
  - 15 грудня — самовільне відокремлення Російської Православної Церкви від Київської Митрополії Константинопольського Патріархату та проголошення єпископа Рязанського Іони «Митрополитом Київським» самостійно, без дозволу Вселенського Патріархату[11].
- 75 років з часу (1498 рік):
  - князю Костянтину Острозькому вручено гетьманську булаву Великого князівства Литовського[12][13].
- 25 років з часу (1548 рік):
  - першої писемної згадки про місто Рені (в Ізмаїльському районі Одеської області).

### Видатних особистостей

#### Народження
- 550 років з часу (1023 рік):
  - народження Анастасії Ярославни, королеви Угорщини (1046—1061 рр.) з династії Рюриковичів, дружини короля Андраша I; наймолодша дочка Ярослава Мудрого та Інгігерди, сестри королеви Франції Анни Ярославни та королеви Норвегії Єлизавети Ярославни (пом. 1074).
- 150 років з часу (1423 рік):
  - народження Ма́ртина Ґа́штовта[14][15] / 1505) — київського воєводу, який 1471 року поклав кінець існуванню удільного Київського князівства.
- 50 років з часу (1523 рік):
  - народження Григорія Самборчика (або Григорія з Самбора) — українського (руського) вченого, поета епохи Відродження, гуманіста (пом.. 26 лютого 1573).

#### Смерті

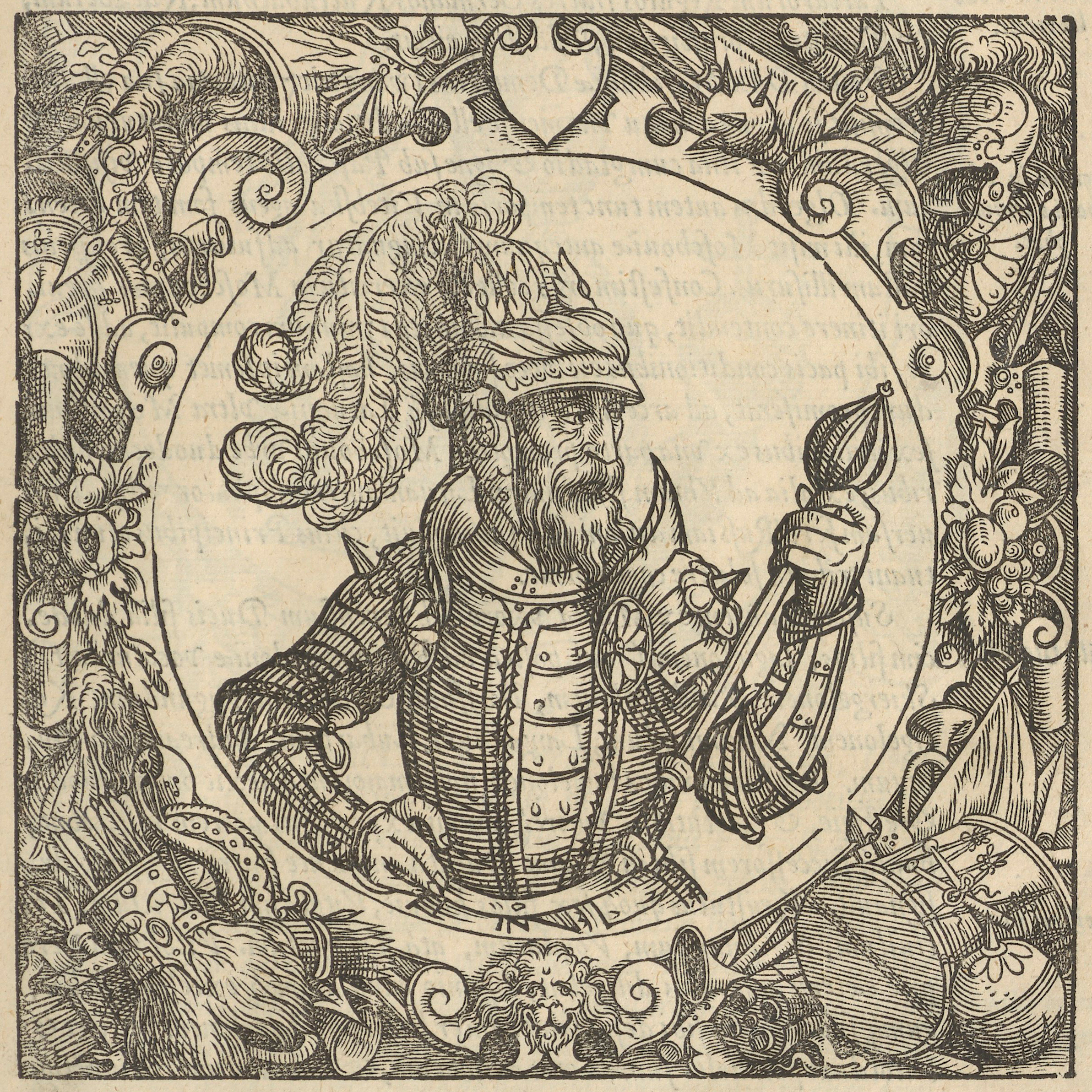
уявний портрет Ольгерда Гедиміновича 1578 року

- 500 років з часу (1073 рік):

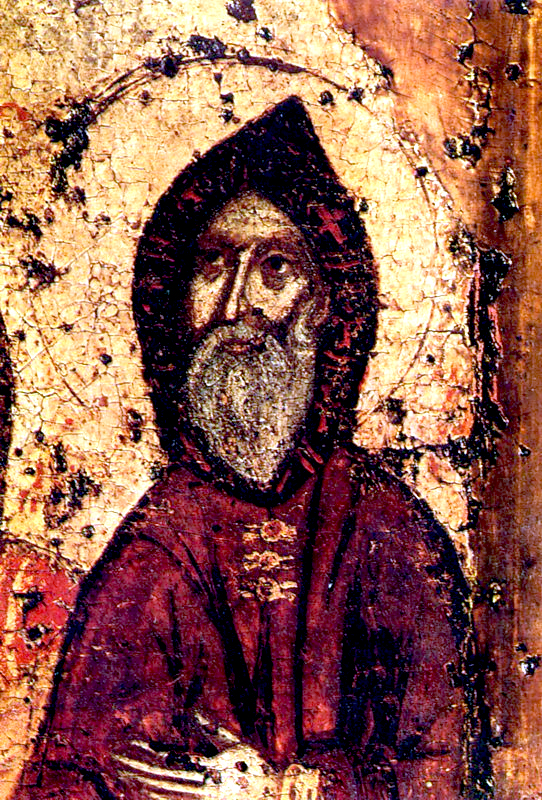
Фрагмент Свенської ікони Божої Матері

- - смерті Антонія Печерського, церковного діяча Русі-України, одного із засновників Києво-Печерського монастиря і будівничог Свято-Успенського собору (нар. 983)[16][17];
- 475 років з часу (1098 рік):
  - смерті Єфре́ма II Переясла́вського — церковного діяча, святого XI–XII століть, митрополита Київського.
- 375 років з часу (1198 рік):
  - смерті Ники́фора ІІ — митрополита Київського та всієї України (1182—1198)[18]
- 350 років з часу (1223 рік):
  - 2 червня — смерті Мстисла́ва Рома́новича (Мстисла́ва Старого) — Великого князя Київського (1212—1223) (нар.. 1156).
- 225 років з часу (1323 рік):
  - смерті Андрі́я Ю́рійовича та Лева II Ю́рійовича[19]) — галицьких князів із династії Романовичів, співправителів Королівства Русі та Галицько-Волинського князівства[20].
- 200 років з часу (1373 рік):

- - 24 травня — смерті Ольгерда Гедиміновича, великого князя литовського, який за понад 40 років свого правління створив найбільшу державу Європи, що простягалась від Балтійського до Чорного моря (нар. бл. 1296)[21].
- 50 років з часу (1523 рік):
- смерті Мехме́да I Ґера́я (крим. I Mehmed Geray, ۱محمد گراى‎) — кримського хана у 1515—1523 рр. з династії Ґераї. (нар.. 1465).
- 25 років з часу (1548 рік):
  - 1 квітня смерті — Сигізмунда I, короля польського і великого князя Литовського (з 1506 р.) з династії Ягеллонів. (нар. 1 січня 1467).
  - смерті Єжи Крупського — українського[22] шляхтича Королівства Польського, дипломата, воєначальника, каштеляна м. Белз (1509 р.) та м. Львова у 1515 р., белзький воєвода в 1533 р. (нар.. 1472).